# Руло, Феликс-Ремон-Мари
Феликс-Ремон-Мари Руло (фр. Felix-Raymond-Marie Rouleau; 6 апреля 1866, Л’Иль-Верт, Канада — 30 мая 1931, Квебек, Канада) — канадский кардинал, доминиканец. Епископ Валлифилда с 9 марта 1923 по 9 июля 1926. Архиепископ Квебека с 9 июля 1926 по 30 мая 1931. Кардинал-священник с 19 декабря 1927, с титулом церкви Сан-Пьетро-ин-Монторио с 22 декабря 1927.